# Paskotjärnen (Bjuråkers socken, Hälsingland)
Paskotjärnen är en sjö i Hudiksvalls kommun i Hälsingland och ingår i Delångersåns huvudavrinningsområde.